# Montorio nei Frentani
Montorio nei Frentani är en ort och kommun i provinsen Campobasso i regionen Molise i Italien. Kommunen hade 396 invånare (2018).